# Horus, prince du Soleil
Pour les articles homonymes, voir Horus (homonymie) et prince du Soleil.
Pour plus de détails, voir Fiche technique et Distribution.
Horus, prince du Soleil (太陽の王子 ホルスの大冒険, Taiyō no ōji : Horusu no daibōken) est un film d'animation japonais réalisé par Isao Takahata pour le studio Toei et sorti en 1968.

## Synopsis
Grunwald, un être aux pouvoirs maléfiques, s'est juré de se débarrasser des hommes. Il les combat notamment en leur envoyant des loups.
Horus est un garçon vivant isolé avec son père, qui avait fui après l'attaque de leur village. Juste avant de mourir, le père lui révèle l'existence des autres humains et conseille à Horus d'aller rejoindre les siens.
Les habitants du village sont affamés car un monstre, envoyé par Grunwald, les prive du poisson dont ils ont l'habitude de se nourrir. Horus va aider les villageois à combattre. Il rencontre aussi une mystérieuse jeune fille au chant envoûtant, Hilda et Moog, l'homme-rocher, qui a une épée plantée dans le haut du bras. Horus arrive à la retirer, et Moog lui en fait cadeau.
Il lui apprend que cette épée est la fameuse épée du Soleil et que le jour où il arrivera à la maîtriser il sera devenu le prince du Soleil.

## Fiche technique
- Titre : Horus, prince du Soleil
- Titre original : 太陽の王子 ホルスの大冒険 (Taiyō no ōji : Horusu no daibōken?)
- Réalisation : Isao Takahata
- Scénario : Kazuo Fukazawa d'après sa pièce de théâtre de marionnettes
- Musique : Michio Mamiya
- Photographie : Yukio Katayama et Jiro Yoshimura
- Montage : Yutaka Chikura
- Société de production : Toei Animation
- Société de distribution : American International Pictures (États-Unis)
- Pays :  Japon
- Genre : Animation, aventure et fantasy
- Durée : 82 minutes
- Dates de sortie : 
  - Japon : 21 juillet 1968[1]
  - France : 4 février 2004

## Distribution

### Voix originales
Source : Buta Connection
- Hisako Ōkata : Horus
- Etsuko Ichihara : Hilda
- Mikijirō Hira : Grunwald
- Eijirō Tōno : Ganko
- Junko Hori : Pottom / Flip
- Yasushi Nagata : Drago
- Yōko Mizugaki : Mauni
- Yukari Asai : Koro l'ourson
- Noriko Ohara : Chiro
- Hisashi Yokomori : Toto / Le père d'Horus
- Tadashi Yokōshi : Mogue, l'homme-rocher

### Voix françaises
- Circé Lethem : Horus
- Martin Spinhayer : Grunwald
- Stéphane Flamand : Pottom
- Maia Bara : Flip
- Peppino Capotondi : Drago
- Bernard Faure : le père d'Horus
- Jean-Paul Clerbois : Koro
- Béatrice Wegnez : Chiro
- Benoît Van Dorslaer : Toto

## Réalisation
Commencé en 1965, ce film n'a été achevé qu'en 1968, à la suite de nombreux conflits entre l'équipe de création et les dirigeants du studio Toei, ainsi qu'en raison de problèmes budgétaires.
Même s'il n'est pas au même niveau de qualité que les films réalisés dans les années 1980-90 par les deux réalisateurs du studio Ghibli, ce film marque le point de départ de la prise du pouvoir décisionnel des créateurs (scénaristes, réalisateurs) au niveau de la direction du film, aux dépens des dirigeants du studio.
Le studio (la Toei) voulait faire des films à destination exclusive des enfants, mais l'équipe qui a réalisé le film souhaitait créer un film qu'elle aurait envie de voir, et était exigeante sur le niveau de qualité à atteindre.
Ce fut le premier film à réunir Isao Takahata, Hayao Miyazaki et Yoichi Kotabe, ils quittèrent ensuite le studio Toei pour former un autre studio, indépendant, où ils créèrent notamment Panda Petit Panda.

## Contexte historique
Lors d'une intervention pour la sortie de ce film en France, Isao Takahata a signalé qu'il remarquait des similitudes dans le contexte politique des deux époques : dans les années 1960, c'était l'invasion américaine du Viêt Nam, et à partir de 2003, se passe la même chose en Irak. Dans les deux cas le gouvernement japonais s'est retrouvé dans une position inconfortable, partagés entre sa volonté de soutenir ses alliés américains, et le fait de ne pas avoir une opinion publique favorable à ces interventions.
La personnalité d'Hilda, est complexe, à l'image du Japon de l'époque. Les créateurs se sont aussi interrogés sur les sentiments que pouvait ressentir un soldat américain au Viêt Nam afin d'enrichir la psychologie de ce personnage.
L'époque était également marquée par une forte croissance économique du Japon. Mais, c'est aussi à ce moment que le Japon était frappé par l'affaire de la pollution de la baie de Minamata, due aux rejets toxiques illégaux de l'industriel, Chisso. Cela montre la fin du respect de la nature, qui (d'après le réalisateur) était auparavant un aspect essentiel de la culture japonaise.
L'industrialisation à grande échelle provoque également un affaiblissement des rapports humains, et la disparition de l'idée de communauté villageoise.
Les auteurs avaient toutes ces préoccupations en tête lorsqu'ils ont réalisé ce film, et on peut donc y trouver quelques échos.